# Valley Grove (Virginia Occidental)
Valley Grove es una villa ubicada en el condado de Ohio en el estado estadounidense de Virginia Occidental. En el Censo de 2010 tenía una población de 378 habitantes y una densidad poblacional de 266,81 personas por km².

## Geografía
Valley Grove se encuentra ubicada en las coordenadas 40°5′11″N 80°34′37″O / 40.08639, -80.57694. Según la Oficina del Censo de los Estados Unidos, Valley Grove tiene una superficie total de 1.42 km², de la cual 1.42 km² corresponden a tierra firme y (0%) 0 km² es agua.

## Demografía
Según el censo de 2010, había 378 personas residiendo en Valley Grove. La densidad de población era de 266,81 hab./km². De los 378 habitantes, Valley Grove estaba compuesto por el 98.94% blancos, el 0% eran afroamericanos, el 0.53% eran amerindios, el 0% eran asiáticos, el 0% eran isleños del Pacífico, el 0% eran de otras razas y el 0.53% pertenecían a dos o más razas. Del total de la población el 1.06% eran hispanos o latinos de cualquier raza.